# ナショナルチーム
ナショナルチーム（national team）とは、国・地域単位で結成されるチームのことである。特にスポーツにおいて、オリンピックやパラリンピック、ワールドカップや世界選手権などの国際大会に派遣するものを指す。

## 概要
ナショナルチームは基本的に各「国内競技連盟」によって結成される。オリンピック競技では国籍を基本としているが、15人制ラグビーやクリケット、アメリカンフットボールなど非オリンピック種目では国籍無関係の連盟単位となっている場合もある。
国を代表する選手が集まることから、「（国名）代表チーム」とも呼ばれる。ニュージーランドでは競技毎に「オールブラックス」（ラグビー）など愛称が付けられており、日本においてもサッカー日本代表やラグビー日本代表が「（監督名）ジャパン」、サッカー日本女子代表が「なでしこジャパン」と呼ばれている他、各競技で様々な愛称が付けられるようになった。また、イタリアの「アズーリ」など競技の枠を超えたナショナルチームの愛称が付けられている場合もある。
一般には連盟登録している有力選手の選抜チームで挑むが、かつては国内の強豪1チームをそのまま派遣する場合も多く、さらに他チームの有力選手を若干名加えて「全日本」と称する場合もあった。現在ではカーリングなど、単一チーム派遣が行われる状況は例外的になっている。監督やコーチについては、連盟専属の場合とクラブチームの監督・コーチ陣から選出される場合があり、これは連盟の方針などによる。
ナショナルチームには所属連盟（国籍）以外に制限のないベストメンバーによるチーム（フル代表、競技によってはA代表）の他、トップチーム以下の位置づけにあるチーム（例えばB代表・選抜など。ラグビーなどではA代表も）、年齢制限を設けているチーム（U-○代表（U-はアンダー(under)、○には上限年齢が入る）、ユース・ジュニアなどもこれに含まれる）、学生によるチームも存在する。

## IOCルール
IOCとは国際オリンピック委員会の事である。原則として当該国の国籍を持ち、かつ出生あるいは3年以上在住している選手に代表資格が有る。

## 各競技のナショナルチーム資格

### クリケット
以下の条件のうち少なくとも1つを満たす者が代表資格を持つ。
1. その国・地域の国籍を有する、または代表として国際クリケット評議会主催大会に出場したことがある者。
2. その国・地域で生まれた者。
3. その国・地域に居住する者で、国際大会に出場するまでに直前の連続する3年以上、主たる居住地として恒久的に居住している者。

### サッカー
原則として当該国の国籍を持ち、かつ他国の代表歴のない選手に代表資格が有る。ただし、二重国籍には特例が設けられる場合もある。

### バスケットボール
原則として当該国の国籍を持ち、かつ年代別代表を含む、他国の代表を経験していない選手のみ資格が与えられる。ただし、前所属国の許可を受けている場合はこの限りでない。1989年に国際バスケットボール連盟（FIBA）はプロ選手の出場を認め、1992年バルセロナ五輪からプロ選手がオリンピックに出場した。

### バレーボール
IOCルールに準ずる。

### ラグビーユニオン
以下の条件のうち少なくとも1つを満たす者が代表資格を持つ。なお、保持する国籍に関係なく、充足すれば資格が付与される。ただし、1つの国・地域で代表およびA代表、または7人制試合の代表に選ばれた者は、代表とした国・地域のラグビー協会およびワールドラグビー（WR）が認めなければ、他の国・地域で代表になることはできない。
1. その国・地域で出生したこと。
2. 両親および祖父母のうち少なくとも1人が、その国・地域で出生したこと。
3. その国・地域に36か月以上継続して居住し続けていること。

なお、2016年リオデジャネイロ五輪にて7人制ラグビー採用に伴い、オリンピック及びその予選を兼ねるシリーズについてはオリンピック憲章に倣う。

### 野球
原則として、当該国の国籍を有することが条件となっている。
ただし、ワールド・ベースボール・クラシック（WBC）の出場資格については以下を参照。